# The Chiffons
The Chiffons è un gruppo musicale vocale femminile attivo negli anni sessanta e settanta e composto da quattro cantanti afroamericane.
Fondato nel 1960 nel quartiere del Bronx, a New York, è stato uno fra i primi gruppi vocali femminili degli anni sessanta a raggiungere il successo con un repertorio doo-wop, soul, funky, rhythm and blues pop e rhythm and blues.
Fra i loro hit figurano i brani The Loco-motion (cover di un hit di Little Eva), He's So Fine (al centro di una lunga vertenza giudiziaria per plagio subito) e I Have a Boyfriend.
Il loro marchio di fabbrica è stato l'uso delle armonie vocali, valorizzate dalle composizioni del duo Gerry Goffin-Carole King specializzato in canzoni easy listening (autori fra l'altro del brano One Fine Day).

## Storia
Originari:
- Judy Craig
- Patricia Bennett
- Barbara Lee

Successivi:
- Sylvia Peterson
- Connie Harvey

Originariamente il gruppo era composto da tre cantanti - Judy Craig (voce guida), Patricia Bennett e Barbara Lee - che si erano conosciute nel 1960 alla James Monroe High School. Su proposta del cantautore Ronnie Mack, a loro si aggiunse nel 1962 la più esperta e anziana Sylvia Peterson, già cantante con i Little Jimmy & The Tops. Del gruppo ha fatto parte per qualche tempo anche Connie Harvey.
Nel 1963 incisero per la Rust, sotto-etichetta della Laurie Records, due singoli con il nome di The Four Pennies: My Block e When the Boy's Happy. A dare loro notorietà fu però il brano He's So Fine che raggiunse il primo posto nelle classifiche USA Billboard Hot 100 per quattro settimane (restandovi dal 30 marzo al 20 aprile, secondo la rivista Cash Box relativa a quell'anno).
Il brano era stato composto da Ronnie Mack e pubblicato dalla Laurie Records. La canzone pubblicata come singolo nel 1970 da George Harrison - My Sweet Lord - risultò musicalmente simile al motivo delle Chiffons e venne accusata di plagio e conseguente violazione del diritto d'autore.
Alcuni anni dopo, nel 1975, le stesse Chiffons registrarono a loro volta My Sweet Lord. 
Il nome delle Chiffons è passato alla storia anche per una drammatica coincidenza. La stazione radiofonica KLIF di Dallas, nel Texas, stava trasmettendo il loro brano I Have a Boyfriend quando, alle 12.39 CST la radiodiffusione fu bruscamente interrotta dal primo flash giornalistico che preannunciava l'eventualità di un attentato alla vita del presidente J.F. Kennedy.

L'annunciatore Gary Delaune disse con voce concitata: 
Successivamente, il tribunale decretò che Harrison aveva plagiato ma solo accidentalmente la canzone precedentemente incisa dal gruppo vocale statunitense. Ad ogni buon conto, e per evitare ogni ulteriore possibilità di controversia, l'ex-Beatle acquistò i diritti del brano delle Chiffons.

## Ulteriore carriera
Il primo singolo di successo delle Chiffons fu seguito comunque da altre canzoni di valore fra cui quella del duo Goffin-King One Fine Day. Fra gli altri singoli degni di menzione sono Sweet Talkin' Guy e I Have a Boyfriend.
Judy Craig lasciò le Chiffons nel 1968 ed il gruppo proseguì l'attività artistica come trio vocale. Nel 1992, Barbara Lee è morta di infarto il giorno prima di compiere 45 anni e Craig è tornata nel gruppo. Sylvia Peterson si è ritirata per qualche tempo ed è stata rimpiazzata da Connie Harvey, che ha poi lasciato per proseguire la carriera solista. Ugualmente, Patricia Bennett si è ritirata dal gruppo.
Nel 2009 Judy Craig ha tenuto una serie di spettacoli negli Stati Uniti ed in altri paesi con il nome di The Chiffons cantando insieme alla figlia e alla nipote.
Il nome Chiffons è stato adottato anche da un altro gruppo musicale della California che ha inciso tre dischi singoli, inclusa una versione del brano delle Shirelles Tonight's the Night.

## Discografia
(tra parentesi le posizioni raggiunte nelle classifica di vendita in USA e in Regno Unito)

### Come The Four Pennies

#### Singoli
- 1963 "My Block" (US #67)
- 1963 "When the Boy's Happy" (US #95)

### Come The Chiffons

#### Album

##### 1963:He's So Fine(US #97)
1. He's So Fine
2. Will You Love Me Tomorrow
3. Oh My Lover
4. Why Do Fools Fall in Love
5. My Block
6. ABC-123
7. Lucky Me
8. Why Am I So Shy
9. See You in September
10. Wishing
11. Mystic Voice
12. When I Go to Sleep at Night

##### 1963:One Fine Day
1. One Fine Day
2. It's My Party
3. The Loco-Motion
4. Tonight I Met an Angel
5. Only My Friend
6. Da Doo Ron Ron
7. I Wonder Why
8. Foolish Little Girl
9. I'm Going to Dry My Eyes
10. Did You Ever Go Steady
11. When Summer's Through
12. Love Is Like a Merry Go Round
13. My Boyfriend's Back

##### 1966:Sweet Talkin' Guy(US #149)
1. Sweet Talkin' Guy
2. Up On the Bridge
3. Nobody Knows What's Going On
4. Thumbs Down
5. Just a Boy
6. Down Down Down
7. Out of This World
8. My Boyfriend's Back
9. Open Your Eyes
10. March
11. Keep the Boy Happy
12. See You in September

##### 1970:My Secret Love
1. Secret Love
2. You're The Love Of A Lifetime
3. Soul
4. I Don't Deserve A Boy Like You
5. Strange Strange Feeling
6. Now That You're My Baby
7. The First And Last
8. Remember Me Baby
9. It Hurts To Be Sixteen
10. Every Boy And Every Girl

#### Raccolte
- 1974: Everything You Always Wanted to Hear by the Chiffons but Couldn't Get
- 1979: The Chiffons Sing the Hits of the 50's & 60's
- 2004: Absolutely The Best!
- 2006: Sweet Talkin' Girls: The Best Of The Chiffons
- 2008: The Chiffons - Absolutetly The Best!

#### Singoli
- 1963: He's So Fine/Oh My Lover (US #1, UK #16)
- 1963: Lucky Me/Why Am I So Shy
- 1963: One Fine Day/Why Am I So Shy (US #5, UK #29)
- 1963: A Love So Fine/Only My Friend (US #40)
- 1963: I Have a Boyfriend/I'm Gonna Dry My Eyes (US #36)
- 1964: Sailor Boy/When The Summer Is Through (US #81)
- 1964: Easy To Love/Tonight I Met An Angel
- 1964: What Am I Gonna Do With You (Hey Baby)/Strange, Strange Feeling
- 1965: Nobody Knows What's Goin' On (In My Mind But Me)/Did You Ever Go Steady (US #49)
- 1965: Nobody Knows What's Goin' On (In My Mind But Me)/The Real Thing
- 1965: Tonight I'm Gonna Dream/Heavenly Place
- 1966: Out of This World/Just A Boy (US #67)
- 1966: Stop, Look and Listen/March (US #85)
- 1966: Sweet Talkin' Guy/Did You Ever Go Steady (US #10, UK #31; #4 nella riedizione del 1972)
- 1966: My Boyfriend's Back/I Got Plenty Of Nuttin'
- 1967: If I Knew Then/Keep The Boy Happy
- 1968: Up on the Bridge/March
- 1968: Just For Tonight/Teach Me How
- 1969: Love Me Like You're Gonna Lose Me/Three Dips Of Ice Cream
- 1970: So Much in Love/Strange Strange Feeling
- 1975: My Sweet Lord/Main Nerve
- 1976: Dream Dream Dream/Oh My Love